# La red (programa de entretenimiento)
La Red es un programa de entretenimiento y farándula colombiano de Caracol Televisión, el cual se ha caracterizado por sus primicias sobre el mundo del espectáculo. Su formato es "variado", pues se combinan noticias de espectáculos, entrevistas, concursos, críticas de la farándula colombiana, donde interactúan por las redes sociales como Facebook, Instagram y Twitter. Este programa se ha destacado por revelar grandes escándalos y también por sus primicias, hechos que lo han convertido en uno de los programas más vistos los fines de semana con altos índices de audiencia. El programa La Red fue reconocido por los Premios India Catalina 2014 como Mejor Programa de Entretenimiento, ganó también el Premio Tv y Novelas Colombia 2014, 2015 y 2016 como Mejor Programa de Variedades.

## Trayectoria
La Red fue concebido como un programa de entretenimiento y farándula en donde se les contaría a los colombianos las últimas noticias del género, su primera emisión fue el 26 de noviembre del 2011 y desde ese momento logró altos índices de audiencia, gracias a su formato innovador y a sus novedosas secciones. Diva Jessurum, Ronald Mayorga, Carlos Vargas y Frank Solano presentaron cada fin de semana la información y las últimas noticias de los famosos, el programa rápidamente tuvo un gran impacto en las redes sociales especialmente en Twitter. 
El éxito y el gran impacto del programa gracias a la interacción entre los televidentes a través de las redes sociales sirvió también para desatar grandes controversias, ya que el programa creó la famosa sección "La Recompensa", en la cual se le daba una suma de dinero a la persona que enviara un video, cuyo protagonista fuese un famoso en una situación comprometedora. A los pocos meses de haber iniciado este programa, estalla uno de los más grandes escándalos en la televisión colombiana, cuando en el mes de enero del año 2012, el programa publica un vídeo en el cual se observa a la famosa presentadora Laura Acuña en una reconocida peluquería dándole un trato despectivo a las empleadas del lugar y discutiendo con ellas, hecho que confirmaría su supuesta personalidad conflictiva y soberbia. Esto revolucionó completamente las redes sociales con comentarios a favor y en contra de Laura Acuña, y tuvo un gran cubrimiento mediático de las grandes cadenas de radio, televisión y en revistas y periódicos, hechos que desprestigiaron y dañaron la imagen de Acuña, quien ya era conocida por protagonizar otros escándalos. Días después, Laura salió a desmentir el vídeo diciendo que había sido un montaje hecho por ella misma, versión que se ha puesto en duda, pues todo este escándalo tuvo un impacto negativo en su imagen y porque su versión era contradictoria con algunos hechos. Gracias a este escándalo el programa La Red alcanza niveles récord en su índice de audiencia y lo posiciona aún más dentro de la televisión colombiana.
En el año 2013, el programa La Red, reveló en exclusiva una serie de videos y fotografías de la extravagante y escandalosa fiesta de matrimonio en la Isla Múcura del capo del narcotráfico Camilo Torres Martinez alias "Fritanga", hecho que causó gran revuelo y polémica en la opinión pública y que fue primicia de este programa.
El día 23 de noviembre del año 2013 la presentadora Diva Jessurum sorprende a los televidentes y a la opinión pública al anunciar su salida del programa para dedicarse a otros proyectos profesionales. Diva es reemplazada por Mary Mendez quien había sido presentadora de varios magazines y programas de televisión en años anteriores. Esta noticia sorprendió incluso a sus compañeros de set.
En el año 2013 a raíz de los cambios realizados en el Canal Uno y la desaparición del reconocido programa de chismes Sweet, el director y presentador de este programa, Carlos Giraldo se une al grupo de presentadores del programa La Red. Carlos ha sido uno de los grandes "gurús" del entretenimiento en Colombia. Poco a poco el programa líder en índice de audiencia va ampliando sus secciones y sus cubrimientos en importantes eventos de la televisión colombiana como los Premios India Catalina, Premios Tv y Novelas, Grammy Awards, Premios Oscar y crean los premios La Red, que resaltan los escándalos más grandes de cada año. También se crea una sección de crítica de moda llamada "Tú moda si incomoda", que está a cargo del periodista Juan Carlos Giraldo, quien se encarga de analizar la forma de vestir de las celebridades. 
El 9 de enero del 2016, Ronald Mayorga se despide del programa luego de 4 años de trabajo para hacer parte de la casa del Valle. Actualmente funge como secretario de Cultura en la administración del alcalde de Cali Jorge Iván Ospina. 
El programa tuvo un receso entre el 16 de marzo y el 10 de abril de 2020, debido a las medidas de cuarentena por el Covid-19. Sin embargo desde el 11 de abril de 2020 volvió a emitirse con los presentadores desde sus casas, en la modalidad de teletrabajo.

## Presentadores
- Carlos Vargas (2011-Actualidad): Aún no sabe por qué le sentaron a tres presentadores más al lado, pues insiste en que con él "La Red" estaría completamente armada: “Me los aguanto porque no me dieron otra salida”. Así es este Comunicador Social, de 32 años, amante de la tecnología, quien lleva ocho años trabajando como periodista de entretenimiento. Su irreverencia y sarcasmo tienen nombre dentro de la farándula nacional, así como su honestidad: “Qué se tengan las Lauras, las Amparos y las Carolinas porque este cuerpecito robusto puede más que ocho horas de gimnasio!”. Es abiertamente homosexual.
- Frank Solano (2011-Actualidad): Probablemente Distracción, Guajira, no tenga un hijo más ilustre y una lengua más brava. La voz de este costeño, al que muchos conocen como el rey del ‘Pleque Pleque’ lleva varios años divirtiendo a los colombianos con su picante a través de la radio y ahora está listo para dejar sin cabeza a todos los famosos que dan papaya. Solano es un hombre aplomado, que prefiere hablar sólo cuando es necesario, pero cuando eso sucede más de uno busca escondedero. Tiene una microsección llamada El Refrank, que son frases y refranes hechos por él mismo. Es abiertamente homosexual.
- Carlos Giraldo (2013-Actualidad) : Ingresó al programa el 31 de agosto de 2013, después de trabajar 15 años en el programa Sweet, el cual dio por finalizadas sus emisiones un día antes. Al igual que sus compañeros masculinos de presentación, también es homosexual.
- Mary Méndez (2013-Actualidad): Ingresa como reemplazo de Diva Jessurum. Proveniente de Santa Marta, es modelo y actriz, ha trabajado en programas como Sweet, Como en Casa de TV Colombia y más recientemente en También Caerás. La presentadora, estuvo casada con el DJ Santiago Iregui, tiene cuatro gatos con los que comparte su diario vivir. Tiene una hermana gemela llamada Ana Isabel Méndez, que fue presentadora del noticiero regional Televista, del canal regional Telecaribe. Es heterosexual.
- Juan Carlos Giraldo (2018-Actualidad):[3] Ingresa como el quinto miembro del programa tras su actualización, antes sólo aparecía en la sección de 'Tu moda sí incomoda' -en el mismo programa-, también es homosexual.

### Antiguos Presentadores
- Diva Jessurum (2011-2013)
- Ronald Mayorga (2011-2016)

## Secciones
- El Fisgón: Sección bandera del programa en donde se muestra a una celebridad en algún momento incómodo.
- La Recompensa: Seguida de la sección El Fisgón, en donde los presentadores piden recompensa a quien tenga fotos o vídeos mostrados en la sección anterior.
- Los Más: Es donde sale un top 5 en la farándula colombiana.
- No te metas a mi Facebook: Sección en la que se muestra el Facebook de algún famoso. Esta sección es amenizada por el tema del mismo nombre interpretado por el cantante colombiano Esteman.
- Chicaneando: Segmento donde sale gente que se haya tomado alguna fotografía con famosos.
- Lo que publican los famosos: Sección nueva donde se muestra las publicaciones que ponen los famosos en redes sociales.
- Lo bueno y lo malo de la semana: Describe lo que ha sucedido en la semana.
- Y este por qué es que es famoso?: Esta sección es donde mencionan algún famoso nuevo o famoso poco conocido.
- Tú moda sí incomoda por Juan Carlos Giraldo: Segmento donde se muestra algún desacierto de la moda.

## Premios y nominaciones

### Premios India Catalina
| Año  | Categoría                         | Nominado                          | Resultado |
| ---- | --------------------------------- | --------------------------------- | --------- |
| 2014 | Mejor programa de entretenimiento | Mejor programa de entretenimiento | Ganador   |

### Premios TVyNovelas
| Año  | Categoría                                         | Presentador/Jurado           | Resultado |
| ---- | ------------------------------------------------- | ---------------------------- | --------- |
| 2018 | Mejor programa de variedades                      | Mejor programa de variedades | Nominado  |
| 2017 | Mejor programa de variedades                      | Mejor programa de variedades | Nominado  |
| 2017 | Mejor presentador/presentadora de entretenimiento | Carlos Vargas                | Nominado  |
| 2016 | Mejor programa de variedades                      | Mejor programa de variedades | Ganador   |
| 2016 | Mejor presentador/presentadora de entretenimiento | Carlos Vargas                | Ganador   |
| 2015 | Mejor programa de variedades                      | Mejor programa de variedades | Ganador   |
| 2015 | Mejor presentador/presentadora de entretenimiento | Carlos Vargas                | Ganador   |
| 2014 | Mejor programa de variedades                      | Mejor programa de variedades | Ganador   |
| 2014 | Mejor presentador/presentadora de entretenimiento | Carlos Vargas                | Nominado  |
| 2013 | Mejor programa de variedades                      | Mejor programa de variedades | Nominado  |
| 2013 | Mejor presentador/presentadora de entretenimiento | Carlos Vargas                | Nominado  |

### Premios Talento Caracol
| Año  | Categoría                             | Presentador                       | Resultado |
| ---- | ------------------------------------- | --------------------------------- | --------- |
| 2014 | Mejor Programa de Entretenimiento     | Mejor Programa de Entretenimiento | Ganador   |
| 2014 | Mejor Presentadora de Entretenimiento | Mary Mendez                       | Nominada  |
| 2014 | Mejor Presentador de Entretenimiento  | Carlos Vargas                     | Nominado  |